# Рузье
Рузье́ (фр. и окс. Rouziers) — коммуна во Франции, находится в регионе Овернь. Департамент — Канталь. Входит в состав кантона Мор. Округ коммуны — Орийак.
Код INSEE коммуны — 15167.
Коммуна расположена приблизительно в 460 км к югу от Парижа, в 130 км юго-западнее Клермон-Феррана, в 24 км к юго-западу от Орийака.

## Население
Население коммуны на 2008 год составляло 130 человек.
| 1962 | 1968 | 1975 | 1982 | 1990 | 1999 | 2008 |
| ---- | ---- | ---- | ---- | ---- | ---- | ---- |
| 159  | 193  | 185  | 142  | 119  | 122  | 130  |

## Администрация
| Период | Период | Фамилия     | Партия | Примечания |
| ------ | ------ | ----------- | ------ | ---------- |
| 2001   | 2008   | Шанталь Кор |        |            |
| 2008   |        | Дени Виейр  |        |            |

## Экономика
В 2007 году среди 70 человек в трудоспособном возрасте (15—64 лет) 51 были экономически активными, 19 — неактивными (показатель активности — 72,9 %, в 1999 году было 72,3 %). Из 51 активных работали 50 человек (25 мужчин и 25 женщин), безработным был 1 мужчина. Среди 19 неактивных 3 человека были учениками или студентами, 10 — пенсионерами, 6 были неактивными по другим причинам.